# Pierre Perifel
Pierre Perifel es un cineasta y animador francés. Es conocido principalmente por su trabajo en DreamWorks Animation, incluida la dirección del cortometraje Bilby (2018) y los largometrajes The Bad Guys (2022) y su próxima secuela The Bad Guys 2 (2025).

## Primeros años y educación
Perifel nació en Lyon, Francia. Su pasión por la animación comenzó en la escuela secundaria. En su tercer año de asistencia a la escuela de arte École Émile-Cohl, se postuló para Gobelins, l'École de l'image y fue aceptado.
En 2004, Perifel creó el cortometraje estudiantil A Swell Plan,  y colaboró con sus compañeros de clase Xavier Ramonède, Jun Frederic Violet y Rémi Zaarour en un segundo cortometraje, Festival Qualité. Se graduó en Gobelins en 2005. Para su película de tesis, Le Building, volvió a trabajar con Ramonède y Zaarour, y también trabajó con Marco Nguyen y Olivier Staphylas. La película utiliza una combinación de animación 2D y 3D.  Le Building se proyectó en numerosos festivales de cine internacionales y ganó varios premios, incluida la Mejor Animación de Pregrado en el Festival Internacional de Animación de Ottawa.

## Carrera
Las primeras películas de la carrera de Perifel incluyen Curious George, Nocturna y fr y El ilusionista. El mismo año de su graduación en Gobelins (2005), Perifel trabajó como supervisor de animación en el cortometraje francés Imago, dirigido por Cédric Babouche. Imago le brindó a Perifel la oportunidad de trabajar nuevamente con Ramonède.
Perifel se mudó a los Estados Unidos en 2008 y comenzó su carrera en DreamWorks Animation haciendo animación de personajes en el cortometraje en 2D, Secrets of the Furious Five, por el que ganó un premio Annie. Después de eso, Perifel pasó a CGI y trabajó en Monsters vs. Aliens durante unos dos meses. Luego se unió a Shrek Forever After. Regresó a la animación 2D con algunas secuencias en Kung Fu Panda 2. En esa película, también se desempeñó como animador principal del personaje Lord Shen. Perifel ha dicho que "estaba a cargo [del personaje]", aunque "no tenía un equipo de animadores".
Perifel fue promovido oficialmente a supervisor de animación en Rise of the Guardians liderando el equipo responsable del personaje North. Tanto Kung Fu Panda 2 como El Origen de los Guardianes obtuvieron nominaciones al premio Perifel Annie.
Posteriormente, Perifel fue nombrado jefe de animación de varias películas, incluidas Monkeys of Mumbai y Larrikins, que nunca llegaron a ver la luz por diversas razones.
En noviembre de 2017, se anunció que Perifel había estado desarrollando un cortometraje sin título con Liron Topaz y JP Sans. La película fue seleccionada a través del programa DreamWorks Shorts, creado por Chris DeFaria, después de convertirse en presidente de DreamWorks Animation Film Group en enero de 2017. Bilby se inauguró en la ceremonia de clausura del Festival Internacional de Cine de Animación de Annecy 2018. Se proyectó en numerosos festivales y ganó el Premio del Jurado en Siggraph 2018.
Perifel hizo su debut como director de largometrajes, dirigiendo la adaptación cinematográfica animada de la serie de libros originales de Aaron Blabey, Scholastic, The Bad Guys. Se estrenó en cines el 22 de abril de 2022. También regresará para dirigir la próxima secuela de The Bad Guys, cuyo estreno está previsto para el 1 de agosto de 2025.

## Filmografía

### Largometrajes

#### Director
- Los tipos malos (2022)
- Los tipos malos 2 (2025)

### Cortometrajes

#### Director
- Le Building (2005)
- Bilby (2018)